# Варк (річка)
Варк (люксемб. Waark, фр. Wark)  — річка у Великому герцогстві Люксембург, ліва притока річки Альзет, в яку впадає біля міста Еттельбрюк. Довжина річки — 19 км (за іншими даними — 28,4 км). Має велику кількість приток, що являють собою струмки довжиною 250—490 м.

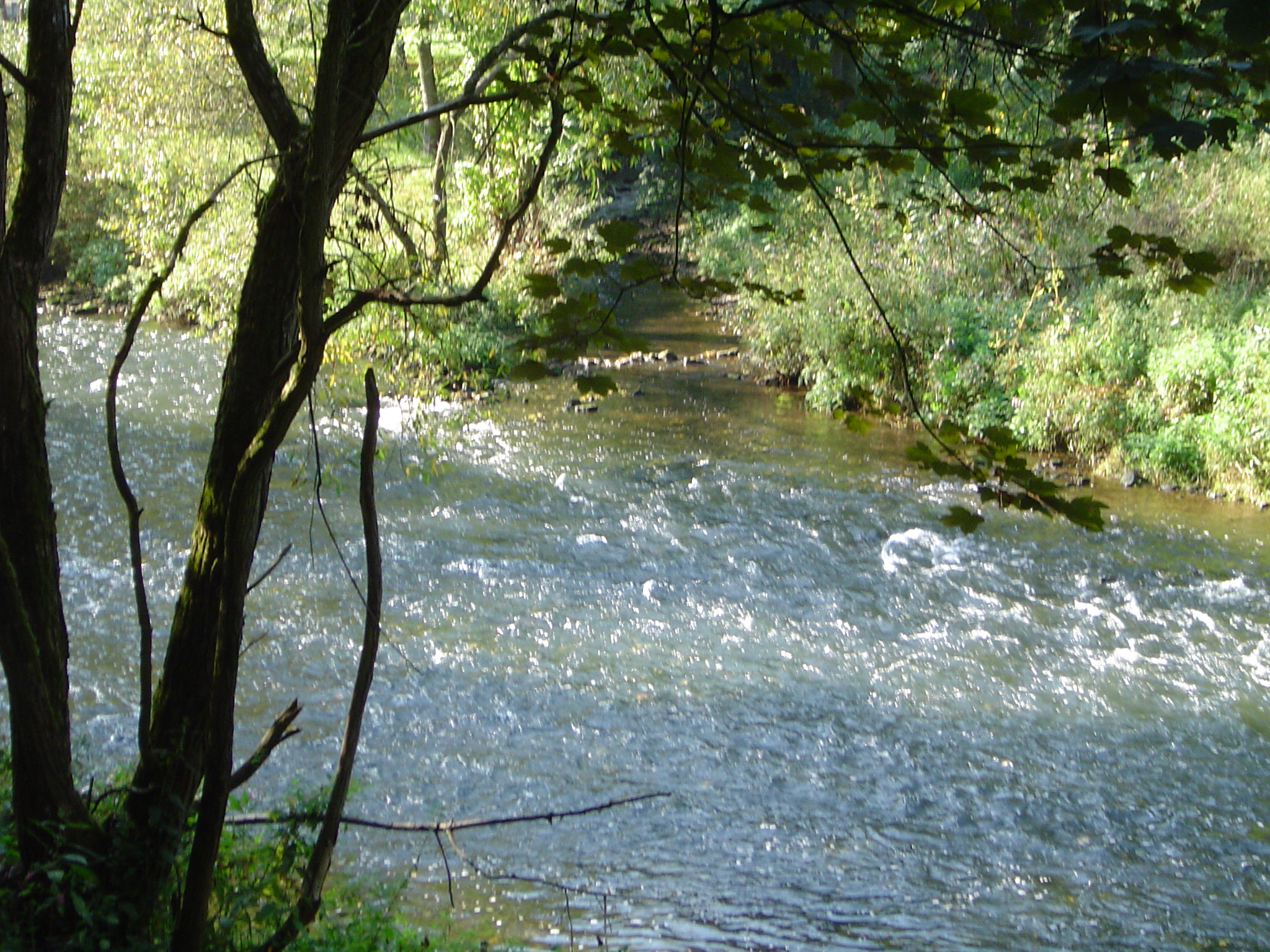
Місце впадіння річки Варк у Альзет.